# Caracciolo (fregata)
La Caracciolo (già Amalia, già Carolina) è stata una fregata a vela (poi declassata a corvetta) della Regia Marina, già della Real Marina del Regno delle Due Sicilie e prima ancora della Marina murattiana.

## Caratteristiche
Costruita prendendo a modello unità della Marina francese costruite nello stesso periodo, l'Amalia era una fregata con scafo in legno e carena rivestita in rame, provvista di armamento velico a nave (alberi di trinchetto, maestra e mezzana a vele quadre). L'unità mise in evidenza eccellenti qualità nautiche, tanto che tra il 1841 ed il 1842, pur avendo una trentina di anni di servizio alle spalle, si reputò utile sottoporla a grandi lavori di raddobbo in modo da prolungarne il servizio ancora a lungo.
L'armamento originario era composto da 28 cannoni in ferro ed a canna liscia da 18 libbre, disposti in batteria, otto cannoni anch'essi in ferro a canna liscia ma da 8 libbre, collocati in coperta, ed otto carronate da 24 libbre, anch'esse sistemate in coperta. Nel 1861 tale armamento risultava incrementato, contando su 24 cannoni in ferro ed a canna liscia da 24 libbre in batteria ed altrettanti cannoni dello stesso tipo, ma da 18 libbre, in coperta, oltre a quattro cannoni-obici Paixhans da 30 libbre. Nel 1863, infine, l'armamento venne ridotto a venti cannoni da 18 libbre in batteria e dieci cannoni-obici da 165 mm in coperta.

## Storia
Impostata nel settembre 1810 nell'Arsenale di Napoli per la Marina del re di Napoli Gioacchino Murat, la nave, una delle quattro unità fatte costruire da Murat per potenziare la Marina napoletana (le altre erano i vascelli Capri e Gioacchino e la fregata Letizia), ebbe nome Carolina in onore della moglie di Murat, Carolina Bonaparte. Il varo della fregata dalla Darsena, l'8 giugno 1811 (ma per altre fonti alle sei del pomeriggio del 16 luglio), salutato con una salva di cannoni, avvenne alla presenza di re Murat, della moglie Carolina Bonaparte, della corte, del corpo diplomatico e di una numerosa folla, e la Carolina fu la prima nave ad issare la nuova bandiera napoletana stabilita dallo stesso Murat.
Il servizio della fregata per la Marina murattiana fu molto breve, consistendo in un viaggio da Napoli a Portoferraio e nel successivo tentativo, nel maggio 1815, di trasportare un reparto di marinai della Guardia Reale in Romagna, per supportare l'Esercito murattiano impegnato contro le truppe austriache. Arrivata a Taranto, tuttavia, la Carolina venne fermata da una squadra britannica al comando del commodoro Campbell ed obbligata al rientro a Napoli, ove, giunta all'inizio di giugno 1815, si consegnò alle forze borboniche a seguito della restaurazione della dinastia borbonica al trono di Napoli.
Incorporata nella Real Marina del Regno delle Due Sicilie, la fregata venne ribattezzata Amalia, in onore della principessa Maria Amalia di Borbone, figlia di Ferdinando I delle Due Sicilie e futura Regina di Francia. Nel settembre 1815 la nave trasportò dalla Sicilia a Napoli reparti borbonici.
Il 10 marzo 1819 assunse il comando dell'Amalia il capitano di fregata Raffaele De Cosa, al comando del quale, in dicembre, la nave, unitamente alla fregata Cristina, trasportò a Lisbona 300 «servi di pena» ceduti dai Borbone al Portogallo per la colonizzazione di aree deserte del Brasile.
Nel luglio 1820 la fregata, assieme ad altre navi, scortò in Sicilia un convoglio di mercantili recanti il Corpo di Spedizione del tenente generale Florestano Pepe, inviato a reprimere l'insurrezione dell'isola. Il 2 settembre 1820, alle quattro del pomeriggio, l'Amalia, insieme al vascello Capri, alla corvetta Leone, alle «polacche» Sant'Antonio ed Italia ed a 14 brigantini (forza poi incrementata con l'invio, il giorno seguente, di sei cannoniere ed una bombarda), lasciò nuovamente Napoli e venne inviata in Sicilia con truppe da sbarco, per reprimere la ribellione. Nel corso dello stesso mese la fregata venne posta in disarmo a Napoli.
Riarmata, nel 1822 la nave trasportò da Palermo a Napoli reparti del Reggimento «Kaiser» dell'Esercito austriaco.
Dal 27 luglio al 6 agosto 1823 la fregata, insieme alla corvetta Galatea ed al brigantino Aquila, scortò da Livorno ( da dove le unità partirono il 27) a Napoli (ove le unità giunsero alle dieci del mattino del 6 agosto) il vascello Capri con a bordo re Ferdinando I di Borbone, di ritorno dalla Toscana, ov'era stato ospitato dal Granduca, dopo essere andato al congresso di Verona e quindi a Vienna.
Nel 1829, nuovamente agli ordini del comandante De Cosa, la nave venne inviata a Barcellona, ove trasportò il corredo ed il denaro della dote della principessa Maria Cristina di Borbone, sposata dal Re Ferdinando VII di Spagna. Nel corso del viaggio la nave s'imbatté in un fortunale di particolare violenza, dovendo poggiare a Porto Mahon per nove giorni. Nonostante le condizioni meteomarine ancora fortemente avverse, nel marzo 1830, di ritorno dalla Spagna, la fregata transitò per le Bocche di Bonifacio.
Sempre nel 1830 l'unità si recò a Cartagena ed, in tre occasioni, a Genova. Nel 1841 l'Amalia fu portata in secco nel cantiere di Castellammare di Stabia e sottoposta a grandi lavori di raddobbo, conclusi nel 1842.
Il 1º luglio 1843 la nave, con a bordo il principe Luigi di Borbone ed insieme ad altre tre unità borboniche (il vascello Vesuvio e le fregate Partenope e Regina Isabella), lasciò Napoli per a Rio de Janeiro al comando del capitano di fregata Luigi Jauch, per scortare la fregata brasiliana Costituçao, con a bordo la principessa Maria Teresa Cristina di Borbone, sposa dell'imperatore Dom Pedro II del Brasile. Passato l'equatore nella notte tra il 17 ed il 18 agosto, le navi giunsero nella città brasiliana il 3 settembre, ripartendone poi il 15 ottobre per arrivare a Napoli il 24 dicembre 1843.
Già il 22 febbraio 1844 l’Amalia ripartì nuovamente alla volta di Rio de Janeiro, questa volta per trasportarvi il conte d’Aquila, fratello di Ferdinando II delle Due Sicilie, che si recava in Brasile per sposare Maria Januaria di Bragança, sorella di Dom Pedro. In occasione del ritorno a Napoli, il 15 agosto 1844, la fregata portò in patria un esemplare di gimnoto.
Il 28 luglio 1845 la nave fece parte della formazione navale (fregate Amalia, Regina Isabella e Partenope, avviso Delfino) che accompagnò a Palermo il vascello Vesuvio, che aveva a bordo i re di Napoli e parte del seguito.
Il 30 agosto 1848 l'Amalia, aggregata alla squadra navale (fregate a vela Regina e Regina Isabella, pirofregate a ruote Sannita, Carlo III, Ruggiero, Roberto, Archimede ed Ercole, sette trasporti truppe, pirocorvette Stromboli e Nettuno ed otto cannoniere, il tutto al comando del brigadiere Pierluigi Cavalcanti) inviata a reprimere l'insurrezione della Sicilia, partecipò al trasporto delle truppe del corpo di spedizione del generale Carlo Filangieri, inviato a reprimere la rivolta: il 2 settembre 1848 la flotta borbonica, dopo aver bombardato Messina, vi sbarcò 250 ufficiali e 6500 uomini, che conquistarono la città dopo tre giorni di scontri. Sempre in settembre Amalia, Regina e Regina Isabella effettuarono il blocco navale del porto di Palermo, sino alla tregua firmata il 18 settembre.
Nel 1849 la fregata, unitamente ad altre navi da guerra e di scorta ad altri mercantili requisiti, trasportò in Sicilia il secondo corpo di spedizione del generale Filangieri, che represse definitivamente l'insurrezione.
Dal 1851 al 1858 la fregata, insieme ai brigantini Valoroso e Zeffiro, venne assiduamente impiegata per campagne d'istruzione degli allievi del Collegio di Marina, svolgendone una ogni anno.
Nel luglio 1858 l'Amalia, portata in bacino nei cantieri di Castellammare di Stabia, venne sottoposta a lavori di manutenzione e trasformazione in «bagno flottante» (nave prigione) per i servi di pena utilizzati in tale cantiere.
Nel 1860 la fregata venne riportata in armamento per essere impiegata, al comando del capitano di fregata Michele Capocelatro, in un bombardamento navale di Palermo, ov'era scoppiata una nuova ribellione (che avrebbe poi avuto tra le sue conseguenze l'impresa dei Mille).
Nel settembre 1860, al momento della fuga di Francesco II da Napoli a Gaeta, l'Amalia, al comando del capitano di vascello Giuseppe Flores (che ne era divenuto comandante da soli due giorni), non era in grado di muovere e pertanto, al pari della quasi totalità della flotta borbonica, non seguì il sovrano e si unì invece alla squadra navale sarda del viceammiraglio Carlo Pellion di Persano. Temporaneamente aggregata alla Marina del Regno di Sardegna, la nave mutò nome, nel settembre 1860, in Caracciolo, in memoria dell'ammiraglio Francesco Caracciolo, fatto impiccare da Horatio Nelson nel 1799 in seguito alla restaurazione dei Borbone. Primi comandanti della fregata sotto la nuova bandiera furono due ufficiali ex borbonici, prima il capitano di fregata Leopoldo Fowls e quindi il parigrado Ferdinando Acton.
Nei mesi successivi l'anziana nave, al comando del capitano di fregata Ferdinando Montemayor, stazionò a Napoli come unità di guardia.
Il 17 marzo 1861 la Caracciolo venne iscritta nel Quadro del Naviglio della neonata Regia Marina, con la classificazione di fregata a vela di II rango. Nel 1862 la nave venne declassata a corvetta a batteria di II rango.
Il 9 novembre 1862 assunse il comando della Caracciolo il capitano di fregata Raffaele Cacace, dal quale successivamente passò a Ferdinando Cafiero (anch'essi erano ufficiali ex borbonici). Designata nave ammiraglia dipartimentale, la corvetta, l'unità più vecchia in servizio nella Regia Marina, stazionò in tale ruolo a Napoli.
Il 14 giugno 1863 la classificazione della nave venne leggermente modificata in corvetta a vela di II ordine. Essendo tuttavia in cattive condizioni, la nave venne posta in disarmo il 12 ottobre 1864 (o nel settembre 1863). 
Radiata con Regio Decreto n. 2374 del 18 giugno 1865, dopo 54 anni di servizio sotto tre Marine, la Caracciolo venne venduta a privati per demolizione nel corso dell'anno successivo.